# Sisice
Sisice – wieś w Polsce położona w województwie mazowieckim, w powiecie pułtuskim, w gminie Gzy. Ma status sołectwa.
Wieś duchowna Szyszyce położona była w drugiej połowie XVI wieku w  ziemi zakroczymskiej województwa mazowieckiego. W 1785 roku wchodziła w skład klucza przewodowskiego biskupstwa płockiego. W latach 1975–1998 miejscowość administracyjnie należała do województwa ciechanowskiego.